# デイヴィッド・ホワイト (紋章官)
デイヴィッド・ヴァインズ・ホワイト（英: David Vines White OStJ、1961年10月27日 - ）は、イギリスの紋章官。2021年よりガーター主席紋章官を務める。

## 生涯
ピーター・ヴァインズ・ホワイトとその妻シェイラ・チャタートンの息子としてスコットランドに生まれる。ペンブルック・カレッジ（ケンブリッジ大学）で文学修士号（MA）の学位を修了した 。
ウィンザー紋章官シーボルド・マシューズの研究助手を務めたことをきっかけに紋章官としての道を歩む。1995年に赤十字紋章官補に就いたのち、2004年にサマセット紋章官に昇進し、2014年以降は紋章院付記録官も兼ねた。
2021年7月、サー・トマス・ウッドコック主席紋章官の引退を受けて、紋章官トップのガーター主席紋章官に就任した。
翌年9月8日、女王エリザベス2世が崩御した。10日、ホワイトはセント・ジェームズ宮殿の『布告の間』でチャールズ3世の国王即位宣言を行った。
翌年5月、主席紋章官としてチャールズ3世戴冠式に参加した。

## 栄典

ホワイト個人の紋章

- - 女王エリザベス2世 即位60年記念メダル（英語版）（2012年）
- - 聖ジョン勲章（英語版）（2021年[9]）
- - 女王エリザベス2世 即位70周年メダル（英語版）（2022年）
- - 国王チャールズ3世即位記念メダル（英語版）（2023年）